# Ley de Seguridad Nacional
La Ley 36/2015, de 28 de septiembre, de Seguridad Nacional, más comúnmente conocida como Ley de Seguridad Nacional (LSN), es una ley española que permite al Gobierno de la Nación regular situaciones que afecten a la Seguridad Nacional. La ley fue aprobada gracias a los votos del Partido Popular, Partido Socialista y UPyD, recibiendo el rechazo de los partidos a la izquierda del Partido Socialista y partidos nacionalistas e independentistas de todo el espectro político.
La Ley de Seguridad Nacional tiene como objetivo principal «proteger la libertad y el bienestar de sus ciudadanos, a garantizar la defensa de España y sus principios y valores constitucionales, así como a contribuir junto a nuestros socios y aliados a la seguridad internacional en cumplimiento de los compromisos asumidos».

## Contexto
En España, las competencias en seguridad están repartidas entre el Estado y las comunidades autónomas, provocando en ocasiones una cierta descoordinación entre los recursos, por lo que esta ley busca coordinar todos los recursos del Estado para responder eficazmente a las nuevas amenazas modernas. Además, esta ley rellena un vacío intermedio entre las leyes de Fuerzas y Cuerpos de Seguridad del Estado y las leyes referentes a los estados de alarma, excepción y sitio.

## Estructura
La Ley de Seguridad Nacional se estructura en cinco títulos.
- En el Título preliminar, además de las disposiciones relativas a su objeto y ámbito, la ley establece las definiciones y principios generales que inspiran el concepto de Seguridad Nacional como Política de Estado, la Cultura de Seguridad Nacional, la cooperación con las comunidades autónomas, la colaboración privada, los componentes fundamentales, así como los ámbitos de especial interés y sus obligaciones.
- En el Título I se detallan cuáles son los órganos competentes de la Seguridad Nacional y qué competencias se les asignan en esta materia.
- El Título II se dedica a la creación y definición del Sistema de Seguridad Nacional, sus funciones y organización.
- El Título III regula la gestión de crisis, como marco general de funcionamiento del Sistema de Seguridad Nacional, y establece definiciones y competencias en dicha materia. La regulación de la situación de interés para la Seguridad Nacional prevé que no se ejerzan en ella las potestades propias de los estados de alarma y de excepción, de modo que si ello fuere necesario habría que proceder a su declaración y al sometimiento a su normativa específica.
- Por último, el Título IV regula la contribución de recursos a la Seguridad Nacional, que remite a una nueva ley a desarrollar.

La parte final de la ley incluye cuatro disposiciones adicionales sobre coordinación con instrumentos internacionales de gestión de crisis, homologación de instrumentos de gestión de crisis y comunicación pública respectivamente; una disposición transitoria relativa a la actividad de los Comités Especializados existentes a la entrada en vigor de esta ley; y cuatro disposiciones finales, que regulan los títulos competenciales, el desarrollo reglamentario, el mandato legislativo y la entrada en vigor.

## Contenido

### Título preliminar
En el Título preliminar de la ley se establece que la ley se aplica sobre las diferentes Administraciones Públicas y, en los términos que se establezcan, sobre las personas físicas y jurídicas. La ley define en su artículo tercero la seguridad nacional como «la acción del Estado dirigida a proteger la libertad, los derechos y bienestar de los ciudadanos, a garantizar la defensa de España y sus principios y valores constitucionales, así como a contribuir junto a nuestros socios y aliados a la seguridad internacional en el cumplimiento de los compromisos asumidos». El encargado de dirigir la política de seguridad nacional es el Presidente del Gobierno, en colaboración con el Gobierno y las Administraciones Públicas. La ley también establece los principios de acción de la ley, que son la unidad de acción, anticipación, prevención, eficiencia, sostenibilidad en el uso de los recursos, capacidad de resistencia y recuperación, coordinación y colaboración.
Crea además la Estrategia de Seguridad Nacional, un documento en el que se detalla el marco político estratégico de referencia de la Política de Seguridad Nacional. Contiene el análisis del entorno estratégico, concreta los riesgos y amenazas que afectan a la seguridad de España, define las líneas de acción estratégicas en cada ámbito de actuación y promueve la optimización de los recursos existentes. Se elabora a iniciativa del presidente del Gobierno, quien la somete a la aprobación del Consejo de Ministros, y se revisará cada cinco años o cuando lo aconsejen las circunstancias cambiantes del entorno estratégico. Una vez aprobada, será presentada en las Cortes Generales en los términos previstos en esta ley.
La ley también prevé la colaboración de las entidades privadas que posean servicios esenciales e infraestructuras críticas que puedan afectar a la Seguridad Nacional así como la colaboración de la población civil, mediante los mecanismos que en el momento de la crisis se creen para dicha colaboración.
Los Servicios de Inteligencia e Información del Estado, de acuerdo con el ámbito de sus competencias, apoyarán permanentemente al Sistema de Seguridad Nacional, proporcionando elementos de juicio, información, análisis, estudios y propuestas necesarios para prevenir y detectar los riesgos y amenazas y contribuir a su neutralización.

### Título I
Según el título I, los órganos competentes en seguridad nacional son:
- Las Cortes Generales, encargadas de debatir las líneas generales de la política de Seguridad Nacional.
- El Gobierno, encargado de establecer y dirigir la política de Seguridad Nacional y asegurar su ejecución, aprobar la Estrategia de Seguridad Nacional y efectuar la Declaración de Recursos de Interés para la Seguridad Nacional en coordinación con las comunidades autónomas.
- El Presidente del Gobierno, encargado de dirigir la política de Seguridad Nacional y el Sistema de Seguridad Nacional, proponer la Estrategia de Seguridad Nacional y sus revisiones, declarar la Situación de Interés para la Seguridad Nacional y ejercer las demás competencias que en el marco del Sistema de Seguridad Nacional le atribuya esta ley, y las demás normas legales y reglamentarias que sean de aplicación.
- Los Ministros, a los que les corresponde desarrollar y ejecutar la política de Seguridad Nacional en los ámbitos de sus respectivos departamentos ministeriales.
- El Consejo de Seguridad Nacional, encargado de asistir al presidente del Gobierno en la dirección de la política de Seguridad Nacional y del Sistema de Seguridad Nacional, así como ejercer las funciones que se le atribuyan por esta ley y se le asignen por su reglamento.
- Los Delegados del Gobierno, como representantes del Estado en las regiones españolas y garantes del libre ejercicio de los derechos y libertades así como de garantizar la seguridad ciudadana.[4]

### Título II
El título II establece el Sistema de Seguridad Nacional, que es el conjunto de órganos, organismos, recursos y procedimientos que permite a los órganos competentes en materia de Seguridad Nacional ejercer sus funciones. Está integrado por los componentes fundamentales siguiendo los mecanismos de enlace y coordinación que determine el Consejo de Seguridad Nacional, actuando bajo sus propias estructuras y procedimientos. En función de las necesidades, podrán asignarse cometidos a otros organismos y entidades, de titularidad pública o privada.
Al Sistema de Seguridad Nacional le corresponde evaluar los factores y situaciones que puedan afectar a la Seguridad Nacional, recabar y analizar la información que permita tomar las decisiones necesarias para dirigir y coordinar la respuesta ante las situaciones de crisis contempladas en esta ley, detectar las necesidades y proponer las medidas sobre planificación y coordinación con el conjunto de las Administraciones Públicas, con el fin de garantizar la disponibilidad y el correcto funcionamiento de los recursos del Sistema.
El Sistema de Seguridad Nacional es dirigido por el presidente del Gobierno (asistido por el CSN). Dentro del sistema se encuentra el Departamento de Seguridad Nacional que ejerce las funciones de Secretaría Técnica y órgano de trabajo permanente del Consejo de Seguridad Nacional y de sus órganos de apoyo, así como las demás funciones previstas en la normativa que le sea de aplicación. También forman parte del sistema los órganos de apoyo del Consejo de Seguridad Nacional, con la denominación de Comités Especializados u otra que se determine, ejercen las funciones asignadas por el Consejo de Seguridad Nacional en los ámbitos de actuación previstos en la Estrategia de Seguridad Nacional, o cuando las circunstancias propias de la gestión de crisis lo precisen.
Este título también establece las funciones del CSN y sus componentes, además de permitir la posibilidad de informar sobre los asuntos de Seguridad Nacional al rey de España (quien preside los Consejos cuando asiste).

### Título III
Este título regula la gestión de crisis, conjunto ordinario de actuaciones dirigidas a detectar y valorar los riesgos y amenazas concretos para la Seguridad Nacional, facilitar el proceso de toma de decisiones y asegurar una respuesta óptima y coordinada de los recursos del Estado que sean necesarios. La gestión de crisis se desarrollará a través de instrumentos de prevención, detección, respuesta, retorno a la normalidad y evaluación. Su desarrollo será gradual e implicará a los diferentes órganos que componen la estructura del Sistema de Seguridad Nacional, según sus competencias y de acuerdo con la situación de crisis que se produzca. Asimismo, en la gestión de crisis participarán las autoridades de la Comunidad Autónoma que, en su caso, resulte afectada.
Dentro de la gestión de crisis, se establece una herramienta excepcional que solo puede declarar el presidente del Gobierno llamada Situación de Interés. La situación de interés para la Seguridad Nacional es aquella en la que, por la gravedad de sus efectos y la dimensión, urgencia y transversalidad de las medidas para su resolución, requiere de la coordinación reforzada de las autoridades competentes en el desempeño de sus atribuciones ordinarias, bajo la dirección del Gobierno, en el marco del Sistema de Seguridad Nacional, garantizando el funcionamiento óptimo, integrado y flexible de todos los recursos disponibles, en los términos previstos en esta ley. La situación de interés para la Seguridad Nacional debe afrontarse con los poderes y medios ordinarios de las distintas Administraciones Públicas y en ningún caso podrá implicar la suspensión de los derechos fundamentales y libertades públicas de los ciudadanos.
Al ser una medida excepcional, en su declaración debe constar todo tipo de datos que permitan un control exhaustivo de las medidas llevadas a cabo, tales como en dónde se aplica, la duración, los recursos que se necesitan o la autoridad que se va a encargar de la situación entre otros detalles.

### Título IV
El título IV regula los recursos necesarios para afrontar el problema de seguridad nacional. Los recursos deben ser proporcionales a la gravedad de la situación y éstos son organizados por el Consejo de Seguridad Nacional en coordinación con las comunidades autónomas. Tanto el sector público como el sector privado tiene la obligación de contribuir con sus recursos cuando así se determine.
Los recursos necesarios serán valorados y aprobados por el Consejo de Ministros, previo acuerdo con el Consejo de Seguridad Nacional, realizándose un catálogo de recursos necesarios. A su vez, de acuerdo con sus competencias y la información facilitada por el Gobierno, las comunidades autónomas harán sus propios catálogos de recursos.
Además, cuando la declaración de recursos para la Seguridad Nacional suponga algún perjuicio, dará lugar a una indemnización por parte del Estado.

## Críticas
Esta ley ha recibido numerosas críticas por parte de los partidos nacionalistas tales como el Partido Nacionalista Vasco y Convergència i Unió que consideraban que esta ley pretendía limitar las competencias de las comunidades autónomas y por parte de Esquerra Republicana de Catalunya y Amaiur que consideraban que la ley se aprobaba para evitar el proceso de independencia de Cataluña, algo que José Enrique Serrano negó, pues recordó que los primeros pasos para crear esta ley fueron en 2009, mucho antes de que el proceso soberanista catalán comenzase.

### Recurso de inconstitucionalidad
Tras la aprobación de la ley, la Generalidad de Cataluña presentó un recurso de inconstitucionalidad ante el Tribunal Constitucional contra la misma, considerando que la ley «vulneraba garantías constitucionales» y alteraban el equilibrio de los poderes del Estado. El Consejo de Garantías Estatutarias de Cataluña colaboró en el recurso marcando ciertos puntos que podían ser inconstitucionales.
Finalmente, y tras 10 meses de estudio, el Tribunal Constitucional rechazó por unanimidad el recurso de inconstitucionalidad presentado por la Generalitat considerando que la ley no vulnera competencias de las comunidades autónomas pero dejando claro que, mediante esta ley, el gobierno central no podía asumir competencias de las comunidades autónomas tales como asumir el control de las policías autonómicas o de los servicios de protección civil. Para hacer esto último, el alto tribunal aclaró que sería necesario activar el artículo 155 de la Constitución.